# Ust´-Karienga
Ust´-Karienga (ros. Усть-Каренга) – wieś w Rosji, w Kraju Zabajkalskim, w rejonie tungokoczenskim. W 2010 liczyła 185 mieszkańców.